# Police Story
Police Story es una película de acción-comedia de Hong Kong de 1985 escrita y dirigida por Jackie Chan, quien también protagonizó el papel principal. Es la primera de la serie Police Story que presenta a Chan como un detective de la policía de Hong Kong llamado "Kevin" Chan Ka-Kui. Chan comenzó a trabajar en la película después de una experiencia decepcionante trabajando con el director James Glickenhaus en El protector, que pretendía ser su entrada en el mercado cinematográfico estadounidense. Police Story fue un gran éxito en el este de Asia. Ganó el premio a la mejor película en los Premios del Cine de Hong Kong de 1986. Según la autobiografía de Chan, el actor considera que Police Story es su mejor película de acción.

## Sinopsis
La policía de Hong Kong está planeando una importante operación encubierta para arrestar al señor del crimen Chu Tao (Chor Yuen). El inspector Chan Ka-Kui (o Kevin Chan en algunas versiones) es parte de la operación, junto con oficiales encubiertos estacionados en un barrio. Sin embargo, los delincuentes detectan a los oficiales y se produce un tiroteo entre los dos grupos en el que los civiles huyen de la ciudad o quedan atrapados en el fuego cruzado como resultado del tiroteo. Chu Tao y sus hombres lograron huir en su automóvil al conducir por la ciudad, pero lo chocan inmediatamente después de ir cuesta abajo y escapan a pie. Ka-Kui persiste en su persecución a pie mientras Chu Tao y sus hombres intentan escapar en un autobús de dos pisos. Ka Kui logra ponerse delante del autobús y detenerlo amenazando con disparar al conductor con su revólver de servicio. A partir de ese momento se desata una terrible persecución entre los defensores de la ley y el señor del crimen.

## Reparto
| Actor         | Personaje           |
| ------------- | ------------------- |
| Jackie Chan   | "Kevin" Chan Ka-Kui |
| Brigitte Lin  | Selina Fong         |
| Chor Yuen     | Chu Tao             |
| Maggie Cheung | May                 |
| Charlie Cho   | John Ko             |
| Fung Hak-on   | Danny Chu Ko        |
| Lam Kwok-Hung | Raymond Li          |
| Bill Tung     | Bill Wong           |
| Kam Hing Yin  | el inspector Man    |
| Mars          | Kim                 |
| Lau Chi-wing  | Cheung              |
| Tai Po        | Lee / Snake Eyes    |
| Wan Fat       | Jacknife / Mad Wing |